# 姚爵
姚爵（1480年—？），字汝修，陝西平凉府靜寧州（今甘肅省靜寧縣）人，明朝政治人物。

## 生平
陕西乡试舉人，正德六年（1511年）辛未科進士。初授刑部广东清吏司主事，转浙江司，进任郎中。正德十三年，明武宗南巡之争时，反对武宗巡游，几乎被杖刑致死。正德十六年，奉命勘察大名府。后赴川巡察，升任河南开封府知府，在赴任途中不幸病故。

## 家族
曾祖父姚福；祖父姚文義；父親姚瑾，曾任都司經歷。母劉氏。慈侍下。